# Gare de Lutterbach
Gare de Lutterbach – stacja kolejowa w Lutterbach, w departamencie Górny Ren, w regionie Grand Est, we Francji. Jest zarządzana przez SNCF (budynek dworca) i przez RFF (infrastruktura).
Została otwarta w 1841 przez Compagnie du chemin de fer de Strasbourg à Bâle. Obecnie jest obsługiwana przez pociągi TER Alsace oraz tramwaje w Miluzie.

## Położenie
Znajduje się na linii Strasburg – Bazylea, w km 102,168, między stacjami Richwiller i Mulhouse-Dornach, na wysokości 252 m n.p.m.

## Linie kolejowe
- Strasburg – Bazylea
- Lutterbach – Kruth
- Lutterbach – Rixheim